# Saint-Julien-de-Jonzy
Saint-Julien-de-Jonzy ist eine französische Gemeinde mit 337 Einwohnern (1. Januar 2022) im Département Saône-et-Loire in der Region Bourgogne-Franche-Comté. Sie hieß im Ancien Régime Saint-Julien-de-Cray und lag im ehemaligen Bistum Mâcon. Die Bewohner werden Juliénnois und Juliénnoises genannt.

## Lage
Saint-Julien-de-Jonzy liegt in einer Höhe von etwa 500 m ü. d. M. in der alten Kulturlandschaft des Brionnais. Der Ort befindet sich etwa 185 Kilometer (Fahrtstrecke) südwestlich von Dijon bzw. etwa 75 Kilometer westlich von Mâcon. Der sehenswerte Ort Charlieu liegt nur elf Kilometer südlich.

## Geschichte
Im Mittelalter unterstand der Ort zeitweise der Gerichtsbarkeit der Grundherrn (Seigneurs) von Vichy-Chamron und den Baronen von Semur. Im Jahr 1860 wurden die beiden ehemals getrennten Pfarreien bzw. Orte Saint-Julien-de-Cray und Jonzy zu einer Gemeinde zusammengelegt.

### Bevölkerungsentwicklung
| Jahr      | 1962 | 1968 | 1975 | 1982 | 1990 | 1999 | 2006 | 2020 |
| Einwohner | 392  | 331  | 316  | 319  | 282  | 299  | 273  | 343  |

In der ersten Hälfte des 19. Jahrhunderts hatte der Ort zeitweise über 1200 Einwohner. Infolge der Reblauskrise im Weinbau und der Mechanisierung der Landwirtschaft ging die Einwohnerzahl seit der zweiten Hälfte des 19. Jahrhunderts kontinuierlich bis auf den heutigen Stand zurück.

## Sehenswürdigkeiten
- Turm und Portal der romanischen, ursprünglich aus dem 12. Jahrhundert stammenden, jedoch im 19. Jahrhundert nahezu komplett neu erbauten Pfarrkirche Saint-Julien wurden bereits im Jahr 1910 als Monument historique unter Denkmalschutz gestellt.[1] Der quadratische Turm mit großen, breiten Öffnungen gehört zu den Interessantesten in Burgund. Der Skulpturenschmuck am Portal, Christus in der Glorie auf dem Tympanon und das Abendmahl auf dem Türsturz erinnern stark an den großen Tympanon der Abtei Saint-Fortunat. Überladen, ja geradezu manieriert, legt er jedoch auch Zeugnis ab von der lebendigen Inspiration und dem Talent der lokalen Bildhauer.

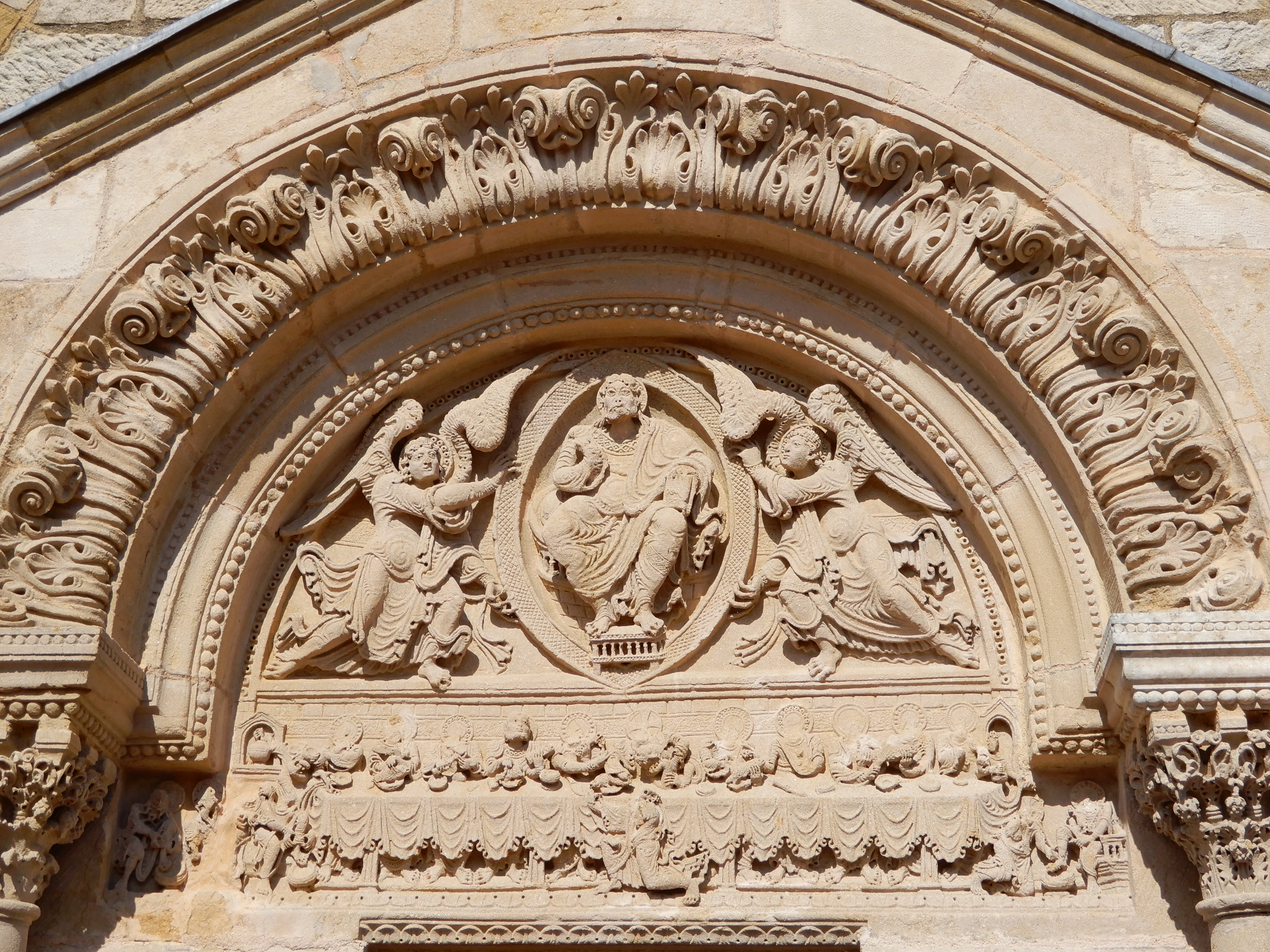
Skulpturenschmuck am Portal, Christus in der Glorie auf dem Tympanon und das Abendmahl auf dem Türsturz

## Wirtschaft
Die hügelige Umgebung von Saint-Julien war stets landwirtschaftlich geprägt, wobei heute die Zucht von Charolais-Rindern eine große Rolle spielt. Der Ort selbst war das Handwerks-, Handels- und Dienstleistungszentrum der Region.